# Hyangsan
Hyangsan (Hán Việt: Hương Sơn) là một huyện thuộc tỉnh Pyongan Bắc tại Cộng hòa Dân chủ Nhân dân Triều Tiên. Huyện được thành lập sau chiến tranh Triều Tiên trên cơ sở tách từ huyện Nyongbyon. Khu vực núi Myohyangsan nằm trên khu vực ranh giới của huyện được phát triển thành một địa điểm du lịch. Bởi vây, có một số tổ chức liên quan đến du lịch ở khu vực Myohangsan.
Myohyangsan và dãy núi Pinandok nằm trên địa bàn Hyangsan. Địa hình huyện chủ yếu là đồi núi và có nhiều đỉnh, cao nhất trong số chúng là Pirobong. Huyện có nhiều khe suối đổ vào sông Chongchon và sông Kuryong. Khoảng 77% diện tích huyện là đất rừng. Phần phía đông của Hyangsan nói chung cao hơn phần phía tây; đi từ đông sang tây, độ cao của các đỉnh núi giảm từ 1000 m xuống còn 300 m.
Ngành kinh tế chủ đạo của huyện là nông nghiệp, chủ yếu là các cây trồng chịu hạn. Các cây trồng chính là ngô, lúa gạo và đỗ tương. Ngoài ra, huyện cũng có các nông trang trồng hoa quả và chăn nuôi; các loại quả chủ yếu là táo và lê. Dâu tằm tơ cũng có phát triển trên địa bàn. Tuyến đường sắt Manpo chạy qua địa bàn huyện.
Năm 2008, dân số toàn huyện Hyangsan là 52.350 người (24.705 nam và 27.645 nữ), trong đó, dân cư đô thị là 22.657 người (43,3%) còn dân cư nông thôn là 29.693 người (56.7%).